# ちょっとだけ秘密
「ちょっとだけ秘密」（ちょっとだけひみつ）は、河合奈保子と演歌歌手の小金沢昇司が、奈保子&小金沢くん名義で1992年12月にリリースしたデュエット・シングル。河合にとっては36枚目のシングルである。

## 解説
- 信託銀行「ヒット」のCMソングとなっていた。
- 河合が所属する日本コロムビアと、小金沢所属のビクター音楽産業の2社からリリースされた。

## 収録曲
1. ちょっとだけ秘密 
  - 作詞・作曲・編曲:東京バナナボーイズ
2. ちょっとだけ秘密（男性用カラオケ～奈保子と歌おうバージョン～）
  - ビクター音楽産業からリリースされたバージョンでは、同楽曲の「女性用カラオケ～小金沢くんと歌おうバージョン～」に差し替えとなっている。
3. ちょっとだけ秘密（カラオケ）
4. ちょっとだけ秘密（TVCMバージョン）